# Budăi, Telenești
Budăi este un sat din raionul Telenești, Republica Moldova.

## Date geografice
Are o suprafață totală de 23,91 kilometri pătrați, fiind cuprins într-un perimetru de 31,30 km. Vatra satului are o suprafață de aproximativ 1,83 kilometri pătrați, cu un perimetru de 7,42 km.

## Istorie
Localitatea este menționată pentru prima dată cu denumirea Singureni, întru mărturie din în care este menționat în calitate de martor Enachie din sat.
„Adecă eu, Vasilie ...feciorul Domirei, nepotul Baciului, însumi pre mene mărturisescu cu cest zapis al mieu cum am cădzut eu întru o greutate de-am fost de perire. Deci, am cădzut de m-am rugat dumisale lui Dumitrașco Ștefan vornicului cel mare de Țara de Gios să-mi plătească capul să nu pieiu. Deci dumnealui vornicul mi-iau plătit capul de la perire...

Și în tocmeala noastră au fost Arvat armașul, și Ghiorghie din Cobăceni ce-au fost paharnic, și Ghiorghie Bașotă, și Pătrasco Ciolpan, și Ștefan Ciocarlie paharnicul, și Baico ce-au fost stolnic dela Mihăilașă, și Enachie dela Singureni din ținutul Orheiu, și Vartic din Spanciocani,... din ținutul Tecuciului ...

Și, pentru mai mare mărturie, noi toți câți am fost la această tocmeală ne-am pus pecetile pre acest zapis ca să se știe.

În anul 7131 <1623> aprilie, 4.

...”

## Date demografice
În anul 1997, populația satului Budăi a fost estimată la 2.130 de cetățeni. 
Conform datelor recensământului din anul 2004, populația satului constituie 2.042 de oameni, 50,15% fiind bărbați iar 49,85% femei. Structura etnică a populației în cadrul satului arată astfel: 99,31% - români, 0,15% - ucraineni, 0,44% - ruși, 0,05% - găgăuzi, 0,05% - bulgari.
În satul Budăi au fost înregistrate 642 de gospodării casnice la recensământul din anul 2004. Mărimea medie a unei gospodării era de 3,2 persoane. Gospodăriile casnice erau distribuite, în dependență de numărul de persoane ce le alcătuiesc, în felul următor: 20,87% - 1 persoană, 18,22% - 2 persoane, 18,07% - 3 persoane, 21,03% - 4 persoane, 12,62% - 5 persoane, 9,19% - 6 și mai multe persoane.

## Administrație și politică
Componența Consiliului local Budăi (11 consilieri), ales la 5 noiembrie 2023, este următoarea:
|  | Partid                                | Consilieri | Componență | Componență | Componență | Componență | Componență | Componență | Componență | Componență |
|  | ------------------------------------- | ---------- | ---------- | ---------- | ---------- | ---------- | ---------- | ---------- | ---------- | ---------- |
|  | Partidul Liberal Democrat din Moldova | 8          |            |            |            |            |            |            |            |            |
|  | Partidul Acțiune și Solidaritate      | 2          |            |            |            |            |            |            |            |            |
|  | Partidul Social Democrat European     | 1          |            |            |            |            |            |            |            |            |

## Personalități
- Ion Constantin Ciobanu, scriitor
- Axentie Blanovschi, jurnalist

În anul 1959, scriitorul Petru Cărare a fost deportat de autoritățile sovietice în satul Budăi, unde a editat ziarul „Lupta”. S- aflat aici până în anul 1961.